# Atentado del Puente de Vallecas
El atentado del Puente de Vallecas tuvo lugar el 11 de diciembre de 1995, cuando la organización terrorista ETA hizo explosionar un coche-bomba al paso de una furgoneta de la Armada en el distrito madrileño de Puente de Vallecas.
El atentado provocó heridas a 17 personas, cinco de ellas de gravedad, y ocasionó la muerte a seis trabajadores civiles del Parque de Automóviles de la Armada. Los fallecidos fueron Manuel Carrasco Almansa, Santiago Esteban Junquer, José Ramón Intriago Esteban, Florentino López del Castillo, Félix Ramos Bailón y Martín Rosa Valera, que se dirigían de regreso a sus hogares tras cumplir su jornada laboral. Fue uno de los atentados más sangrientos de los perpetrados por ETA.

## Consecuencias
El 27 de septiembre de 2007 arrancó el juicio en la Audiencia Nacional por este atentado. Los etarras Juan Antonio Olarra Guridi y Ainhoa Mujika Goñi se sentaron en el banquillo de los acusados como miembros del ‘comando Madrid’ que cometió el atentado en el Puente de Vallecas. La Fiscalía pidió para los acusados, que se negaron a declarar ante la sala, una pena de 986 años de prisión por considerar que fueron ellos los que realizaron los trabajos de vigilancia y seguimiento necesarias para determinar el trayecto y los horarios de la furgoneta que hicieron volar por los aires con un coche bomba. En todo caso, el Ministerio Público solicitó al tribunal la posibilidad de que se juzgue a los etarras de acuerdo al Código Penal de 1973 y no al de 1995, lo que elevaría la petición de pena para cada uno hasta los 1.243 años de prisión.
Un mes antes de la explosión del vehículo, un Lancia modelo Dedra, 2 vehículos entre ellos el propio Lancia Dedra interceptaron en la plaza de Neptuno a un vehículo militar camuflado conducido por un soldado de paisano. Actuaron 3 hombres, que insultando y bloqueando al coche militar,  consiguieron que saliera del vehículo el conductor al que provocaban insultándole y diciéndole "Madero". Posteriormente continuaron la marcha camino de la estación de Atocha sin más incidencias. En los 2 vehículos que interceptaron al Opel Corsa militar, viajaban 3 hombres, y probablemente estos 3 fuesen Juan Antonio Olarra Guridi, Rufino Arriaga Arruabarrena y Jon Bienzobas Arretxe "Karaka". Miembros del Comando Madrid junto a Ainhoa Múgica Goñi. Aunque para explosionar una bomba no hace falta más de una persona, es evidente que este atentado se estuvo preparando durante más de un mes, y colaboró todo el Comando Madrid. Todos estos 4 identificados por las pruebas del piso franco de esta en la Calle Doctor Fleming n.º 51.
No fue posible identificar a los componentes del comando de ETA, aunque existe un testigo que los vio. Por las fechas es muy posible que participase Jon Bienzobas, alias Karaka, integrado en el comando Madrid y que en febrero de 1996 asesinó a Francisco Tomás y Valiente, magistrado del Tribunal Constitucional.

## Juicio
El juicio comenzó una hora más tarde debido a que Olarra Guridi fue llamado a declarar ante el juez que estaba de guardia de la Audiencia Nacional, en este caso el magistrado Fernando Andreu, por su presunta implicación en otro atentado, la colocación de una bomba en una comisaría de Irún (Guipúzcoa) en 1991.
El etarra se negó a declarar. Tanto Olarra Guridi como Múgica Goñi se limitaron a proclamar en vascuence que no reconocían a la Audiencia "legitimidad para juzgar a militantes". Al coincidir en la sala de vistas los dos etarras se saludaron con un beso en la boca y durante toda la vista no dejaron de hablar en todo el proceso en el que su abogado defensor tampoco hizo ningún comentario ni realizó ninguna pregunta.
Ambos terroristas fueron detenidos en Francia en 2002 cuando formaban la cúpula de ETA, están acusados de 44 delitos de tentativa de asesinato -tantos como heridos hubo en el atentado-, seis de asesinato consumado, uno de pertenencia a organización terrorista y otro de estragos terroristas.
Durante la sesión acudieron a declarar familiares de las víctimas del atentado del 11 de diciembre de 1995. Uno de ellos recordó ese día como el día en que "asesinaron a seis padres de familia cuyo único delito era trabajar para la administración general del Estado" y recordó la muerte de su padre como "algo devastador, como un terremoto que sacudió nuestros cuerpos y nuestras vidas se desmoronaron como un castillo de naipes".
Ante los relatos de dolor de las víctimas, los etarras continuaron actuando con total indiferencia, impasibles ante las lágrimas de las víctimas. "A pesar de que asesinen, chantajeen e intenten desestabilizar la democracia no lo van a conseguir tenemos una sociedad fuerte y justa que repudia el terrorismo y vosotros lo único que tenéis es la cárcel", enfatizó el hijo de uno de los asesinados en un momento de su testimonio que hizo que el presidente del tribunal le solicitase que no se dirigiera de manera directa a los acusados.
En el juicio también comparecieron los policías que intervinieron en la inspección ocular de la zona en la que se produjo el atentado destacaron el "caos total que reinaba en una zona que era muy transitada". Otro de los agentes recordó el "escenario dantesco de cadáveres en las inmediaciones del Puente de Vallecas" donde explotó el vehículo.

## Condena
Finalmente el 30 de octubre de 2007 la Audiencia Nacional impuso una condena conjunta de casi 2.500 años de cárcel a los etarras Juan Antonio Olarra y Ainhoa Mugica por su participación en el asesinato, en diciembre de 1995, de los seis funcionarios civiles de la Armada a su paso junto al puente de Vallecas.